# A55 (Italië)

De A55

De Autostrada 55 (A55) of Tangenziale di Torino is een Italiaanse autosnelweg in de regio Piemonte. De snelweg is 57,5 km lang en vormt een westelijke en zuidelijke ringweg om de stad Turijn. De A55 werd geopend in 1976 en verbindt de A4, A5, A32, A6 en A21 met elkaar.

## Aftakkingen van de A55

### Raccordo della Falchera
De Raccordo della Falchera is de kortste aftakking van de A55 met een lengte van 3,2km. De weg begint bij de Tangenziale Nord (Ringweg Noord) en eindigt bij de SR11.

### Diramazione per Moncalieri
De Diramazione per Moncalieri is een van de drie aftakkingen van de A55 en is 6,2km lang. De weg begint bij de Tangenziale Sud (Ringweg Zuid) en eindigt bij Moncalieri.

### Autostrada del Pinerolese
De Ausotrada del Pinerolese is de langste aftakking van de A55 met een lengte van 23,4km. De weg begint bij de Corso Orbassano en eindigt bij de SR23 bij Pinerolo.